# Onslaught (jogo eletrônico)
Onslaught (conhecido no Japão como マッドセクタ　MadSecta) é um jogo de tiro em primeira pessoa para o WiiWare publicado pela Hudson Soft. Foi lançado na Europa em 13 de fevereiro de 2009 e na América do Norte em 23 de fevereiro de 2009 com o custo de 1.000 Wii Points.

## Jogabilidade
Em Onslaught o jogador é um membro de um time militar enviado para uma colônia de pesquisa em um planeta distante depois do contato ser perdido. O time é atacado por um enxame de insetos cyborgs, o qual o jogador deve destruir para ver o que aconteceu com a colônia. O jogo possui 13 níveis, o jogador precisa ultrapassar todos os estágios e derrotar o chefe para passar para o progresso seguinte.
Como em outros jogos do Wii, Onslaught usa a funcionalidade do ponteiro do Wii Remote para a pontaria das armas e o Nunchuk para se mover. Controles com a movimentação do Nunchuk são também utilizados para arremessar granadas e no Wii Remote para recarregar as armas. O jogo dispõe de uma tabela de recordes online para o modo competitivo e cooperativo para até 4 jogadores utilizando a Nintendo Wi-Fi Connection.

## Recepção
A WiiWare World deu ao jogo nota 9 de 10, elogiando o modo multiplayer online e o modo de campanha singleplayer.